# Светско првенство у алпском скијању 2015.
Светско првенство у алпском скијању 2015. одржава се, између 2. и 15. фебруара, у Сједињеним Америчким Државама у Вејлу и Бивер Крику у савезној држави Колорадо.
Учествовали су такмичари из више од 70 земаља а преносе трка широм света пратило је око милијарду људи. Такмичења су почела у уторак, 3. фебруара, а завршена су у недељу 15. фебруара. У појединачној конкуренцији такмичења су одржана у Бивер Крику, док је екипно такмичење одржано у Вејлу.
Ово је треће светско првенство у алпском скијању у Вејлу и Бивер Крику, претходна су била одржана 1989. и 1999. године.

## Избор домаћина
Домаћин светског првенства 2015. одређен је на конгресу ФИС-а 3. јуна 2010. у Анталији. Вејл и Бивер Крик су у првом кругу гласова добили осам, док је Кортина д'Ампецо добила четири а Санкт Мориц три гласа.
| Град                        | Држава           | Гласови | Претходна такмичења                                                |
| --------------------------- | ---------------- | ------- | ------------------------------------------------------------------ |
| Вејл / Бивер Крик, Колорадо | Сједињене Државе | 8       | Светско првенство 1999. и 1989. (само у Вејлу)                     |
| Кортина д'Ампецо            | Италија          | 4       | Зимске олимпијске игре 1956, Светско првенство 1932.               |
| Санкт Мориц                 | Швајцарска       | 3       | Светска првенства 1934, 1974, и 2003, Зимске олимпијске игре 1948. |

## Распоред такмичења и информације о стази
По локалном времену (UTC−7).
| Дан       | Датум       | Време       | Дисциплина                                                             | Старт (надморска висина) | Циљ (надморска висина) | Висинска разлика | Дужина стазе | Број капија | Максимални нагиб | Назив стазе   | Време   |
| --------- | ----------- | ----------- | ---------------------------------------------------------------------- | ------------------------ | ---------------------- | ---------------- | ------------ | ----------- | ---------------- | ------------- | ------- |
| Уторак    | 3. фебруар  | 11:00       | Супервелеслалом - жене                                                 | 3246 m                   | 2730 m                 | 516 m            | 1.640&m      | 35          | 57% (30°)        | Раптор        | облачно |
| Четвртак  | 5. фебруар  | 11:00       | Супервелеслалом - мушкарци                                             | 3337 m                   | 2730 m                 | 671 m            | 1.879&m      | 39          | 68% (32.3°)      | Birds of Prey | облачно |
| Петак     | 6. фебруар  | 11:00       | спуст - жене                                                           | 3440 m                   | 2730 m                 | 710 m            | 3.050&m      | 41          | 59% (30,5°)      | Раптор        | облачно |
| Субота    | 7. фебруар  | 11:00       | спуст - мушкарци                                                       | 3483 m                   | 2730 m                 | 753 m            | 2.623&m      | 36          | 63% (32,3°)      | Birds of Prey | сунчано |
| Недеља    | 8. фебруар  | 10:00       | суперкомбинација - мушкарци – спуст                                    | 3483 m                   | 2730 m                 | 753 m            | 2.623&m      | 36          | 63% (32,3°)      | Birds of Prey | сунчано |
| Недеља    | 8. фебруар  | 14:15       | суперкомбинација - мушкарци – слалом                                   | 2935 m                   | 2724 m                 | 211 m            | 690&m        | 66          | 50% (26,7°)      |               | сунчано |
| Понедељак | 9. фебруар  | 10:00       | суперкомбинација - жене – спуст                                        | 3440 m                   | 2730 m                 | 710 m            | 3.050 m      | 41          | 59% (30,5°)      | Раптор        | сунчано |
| Понедељак | 9. фебруар  | 14:15       | суперкомбинација - жене – слалом                                       | 2911 m                   | 2724 m                 | 182 m            | 640&m        | 59          | 46% (24,8°)      |               | сунчано |
| Уторак    | 10. фебруар | 14:15       | Екипно такмичење                                                       | m                        | m                      | m                | m            |             |                  |               |         |
| Четвртак  | 12. фебруар | 10:15 14:15 | Велеслалом - жене – прва вожња Велеслалом - жене – Друга вожња         | 3077 m                   | 2724 m                 | 353 m            | 1.305 m      |             | 50% (26.7°)      |               |         |
| Петак     | 13. фебруар | 10:15 14:15 | Велеслалом - мушкарци – прва вожња Велеслалом - мушкарци – друга вожња | 3124 m                   | 2724 m                 | 400 m            | 1.490&m      |             | 50% (26.7°)      |               |         |
| Субота    | 14. фебруар | 10:00 14:15 | слалом - жене – прва вожња слалом - жене – друга вожња                 | 2911 m                   | 2724 m                 | 187 m            | 640&m        |             | 46% (24,8°)      |               |         |
| Недеља    | 15. фебруар | 10:15 14:15 | слалом - мушкарци – прва вожња слалом - мушкарци – друга вожња         | 2935 m                   | 2724 m                 | 211 m            | 690&m        |             | 50% (25,7°)      |               |         |

- Супервелеслалом за жене је одложен за 30 минута услед јаког ветра. Старт је померен 74 метра наниже, чиме је стаза скраћена за 200 метара.
- Супервелеслалом за мушкарце је одложен за један дан због неповољних временских услова.

## Биланс медаља
| Медаље земље домаћина |

| Ранг   | Земља            | Злато | Сребро | Бронза | Укупно |
| ------ | ---------------- | ----- | ------ | ------ | ------ |
| 1.     | Аустрија         | 5     | 3      | 1      | 9      |
| 2.     | Сједињене Државе | 2     | 1      | 2      | 5      |
| 3.     | Словенија        | 2     | 1      | 0      | 3      |
| 4.     | Швајцарска       | 1     | 0      | 2      | 3      |
| 4.     | Француска        | 1     | 0      | 2      | 3      |
| 6.     | Немачка          | 0     | 2      | 1      | 3      |
| 7.     | Канада           | 0     | 2      | 0      | 2      |
| 8.     | Шведска          | 0     | 1      | 2      | 3      |
| 9.     | Норвешка         | 0     | 1      | 0      | 1      |
| 10.    | Чешка            | 0     | 0      | 1      | 1      |
| Укупно | Укупно           | 11    | 11     | 11     | 33     |

### Мушкарци
| Дисциплина       | Злато                          | Злато   | Сребро                           | Сребро  | Бронза                        | Бронза  |
| Спуст            | Патрик Кинг · Швајцарска       | 1:43,18 | Травис Ганонг · Сједињене Државе | 1:43,42 | Беат Фојц · Швајцарска        | 1:43,49 |
| Супервелеслалом  | Ханес Рајхелт · Аустрија       | 1:15,68 | Дастин Кук · Канада              | 1:15,79 | Адријан Тео · Француска       | 1:15,92 |
| Велеслалом       | Тед Лигети · Сједињене Државе  | 2:34,16 | Марсел Хиршер · Аустрија         | 2:34,61 | Алекси Пентиро · Француска    | 2:35,04 |
| Слалом           | Жан-Баптист Гранже · Француска | 1:57,47 | Фриц Допфер · Немачка            | 1:57,82 | Феликс Нојројтер · Немачка    | 1:58,02 |
| Суперкомбинација | Марсел Хиршер · Аустрија       | 2:36,10 | Ћетил Јансруд · Норвешка         | 2:36,29 | Тед Лигети · Сједињене Државе | 2:36,40 |

### Жене
| Дисциплина       | Злато                             | Злато   | Сребро                         | Сребро  | Бронза                          | Бронза  |
| Спуст            | Тина Мазе · Словенија             | 1:45,89 | Ана Фенингер · Аустрија        | 1:45,91 | Лара Гут · Швајцарска           | 1:46,23 |
| Супервелеслалом  | Ана Фенингер · Аустрија           | 1:10,29 | Тина Мазе · Словенија          | 1:10,32 | Линдси Вон · Сједињене Државе   | 1:10,44 |
| Велеслалом       | Ана Фенингер · Аустрија           | 2:19,16 | Викторија Ребензбург · Немачка | 2:20,56 | Јесика Линдел Викарби · Шведска | 2:20,65 |
| Слалом           | Микејла Шифрин · Сједињене Државе | 1:38,48 | Фрида Хансдотер · Шведска      | 1:38,82 | Шарка Страхова · Чешка          | 1:39,25 |
| Суперкомбинација | Тина Мазе · Словенија             | 2:33,37 | Никол Хосп · Аустрија          | 2:33,53 | Михаела Кирхгасер · Аустрија    | 2:33,72 |

### Екипно такмичење
| Дисциплина       | Злато | Злато | Сребро | Сребро | Бронза | Бронза |
| Екипно такмичење | Аустрија · Ева-Марија Брем · Михаела Кирхгасер · Кристијан Незиг · Марсел Хиршер · резерве: Никол Хосп, Филип Шергхофер | Аустрија · Ева-Марија Брем · Михаела Кирхгасер · Кристијан Незиг · Марсел Хиршер · резерве: Никол Хосп, Филип Шергхофер | Канада · Кендис Крофорд · Ерин Милзински · Фил Браун · Тревор Филип · резерве: Мари-Пјер Префонтен, Ерик Рид | Канада · Кендис Крофорд · Ерин Милзински · Фил Браун · Тревор Филип · резерве: Мари-Пјер Префонтен, Ерик Рид | Шведска · Ана Свен Ларсон · Марија Пијетиле Холмнер · Андре Мирер · Матијас Харгин · резерве: Сара Хектор, Маркус Ларсон | Шведска · Ана Свен Ларсон · Марија Пијетиле Холмнер · Андре Мирер · Матијас Харгин · резерве: Сара Хектор, Маркус Ларсон |